# إيفان بيكو
إيفان بيكو مواليد 5 يناير 1990 في شيروكي برييغ، يوغوسلافيا، هو لاعب كرة قدم بوسني يلعب مع نادي شيروكي برييغ في خط الوسط.

## المسيرة الاحترافية
بدأ حياته المهنية في زرينيسكي موستار وانتقل إلى نادي دينامو زغرب في عام 2007.
وهو يلعب حاليا زرينيسكي موستار. حيث عاد بعد ثماني سنوات إلى النادي الذي لعب معه أول مرة ووقع عقدا لمدة عامين حتى 30 تموز / يوليو 2017.

### أندية لعب لها
- نادي دينامو زغرب
- نادي لوكوموتيفا
- نادي شيروكي برييغ
- زرينيسكي موستار
- زرينيسكي موستار

## وصلات خارجية
- إيفان بيكو على موقع اتحاد كرواتيا (الكرواتية)
- إيفان بيكو على موقع قاعدة بيانات كرة القدم.إي يو (الإنجليزية)
- إيفان بيكو على موقع Soccerway.com (الإنجليزية)
- إيفان بيكو على موقع عالم كرة القدم.نت (الإنجليزية)
- إيفان بيكو على موقع AS.com (الإسبانية)